# Doliocarpus glomeratus
Doliocarpus glomeratus Eichler – gatunek rośliny z rodziny ukęślowatych (Dilleniaceae Salisb.). Występuje endemicznie w Brazylii – w stanach Bahia, Pernambuco, Espírito Santo, Rio de Janeiro, São Paulo, Parana. 

## Morfologia
PokrójZimozielone i zdrewniałe liany.
LiścieIch blaszka liściowa jest nieco skórzasta i ma kształt od odwrotnie jajowatego do podłużnie odwrotnie jajowatego. Mierzy 3–13,5 cm długości oraz 1,5–6 cm szerokości, jest ząbkowana na brzegu, ma klinową lub ostro zakończoną nasadę i wierzchołek od spiczastego do ogoniastego. Ogonek liściowy jest owłosiony i osiąga 10–17 mm długości.
KwiatyZebrane po 3–5 w pęczki, rozwijają się w kątach pędów. Działki kielicha mają eliptyczny lub odwrotnie jajowaty kształt i mierzą do 3–6 mm długości. Płatki mają białą barwę. Pręcików jest 30.